# Revista Ciência e Tecnologia de Alimentos
Ciência e Tecnologia de Alimentos é uma revista científica publicada pela Sociedade Brasileira de Ciência e Tecnologia de Alimentos (SBCTA) qualificada pela CAPES como Qualis B1. Trata-se da principal revista da área de ciência e tecnologia de alimentos da América Latina. Sua primeira edição é de janeiro 1981, tendo como editor científico, o professor Franco Lajolo da USP.  Atualmente o corpo editorial é formado por renomados membros brasileiros e estrangeiros, sendo que, desde 2007, a revista faz parte das bases de dados do Institute for Scientific Information (ISI), além de manter um site para submissão eletrônica dos artigos.

## Política Editorial
A revista aceita submissões de artigos e comunicações científicas que contenham resultados de pesquisa inédita. Os trabalhos podem ser escritos em português ou inglês. As assuntos abordados estão relacionados a:
- Caracterização de novas matérias-primas e ingredientes;
- Identificação de novos componentes ou contaminantes;
- Avaliação de produtos típicos;
- Desenvolvimento, melhoria ou avaliação de processos e equipamentos para obtenção de alimentos tradicionais ou novos produtos.

A revista adota política de avaliação anônima no qual o aceite dos trabalhos submetidos está condicionado a pareceres fornecidos por dois relatores diferentes indicados pela Comissão Editorial. Em caso de discordância entre os pareceres, um terceiro relator é consultado devendo emitir um terceiro parecer. Os três pareceres são então avaliados pela Diretoria de Publicações da SBCTA, que toma a decisão final.
Durante o processo de avaliação, os pareceres dos relatores são encaminhados aos autores para que verifiquem as críticas e sugestões e realizem as modificações que se fizerem necessárias. Os trabalhos aceitos são publicados na versão impressa da Revista e on-line no site SciELO, dentro um prazo médio de oito meses.